# Acaena eupatoria
Acaena eupatoria es una especie de planta del género Acaena, perteneciente a la familia Rosaceae.

## Taxonomía
Acaena eupatoria fue descrita por Schltdl. en 1827.

## Distribución
Se encuentra en el territorio sureste y sur de Brasil hasta el noreste de Argentina.